# Stegocephalia
Stegocephalia je ime koje se koristi za četvoroudne matične tetrapode, i njihove vodozemačke potomke, i u filogenetskoj nomenklaturi za sve tetrapode. Izraz je 1868. godine skovao američki paleontolog Edvard Drinker Kop i potiče od grčkog στεγοκεφαλια - „pokrivena glava“, a odnosi se na obilne količine dermalnog oklopa koje su očigledno imali neki od većih primitivnih oblika.